# Boston Society of Film Critics Awards 2000
21. ročník předávání cen asociace Boston Society of Film Critics Awards se konal 17. prosince 2000.

## Vítězové a nominovaní

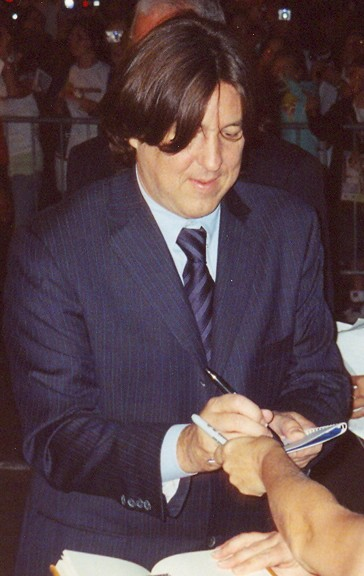
Cameron Crowe, vítěz v kategorii nejlepší režie

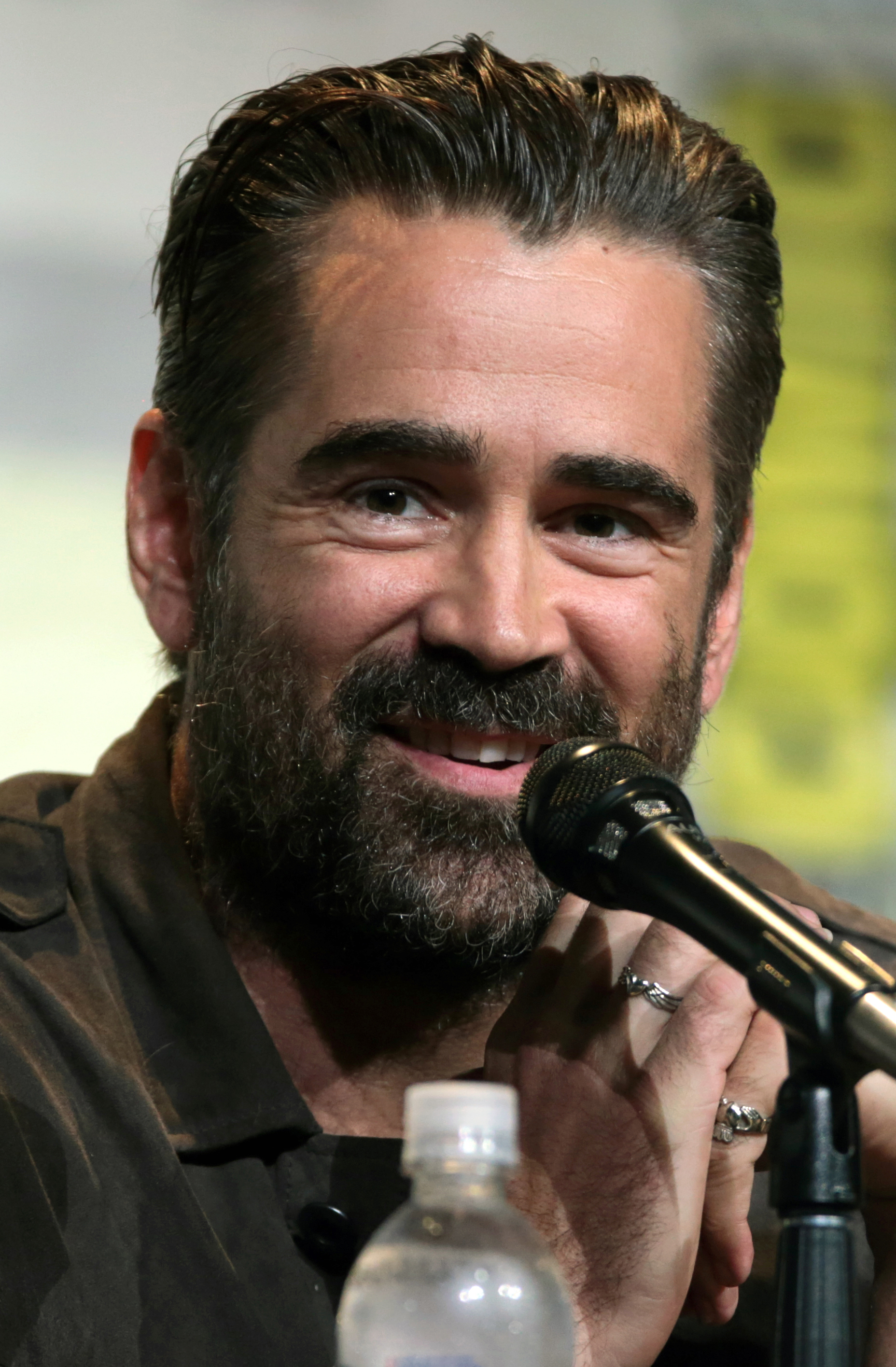
Colin Farrell, vítěz v kategorii nejlepší herec

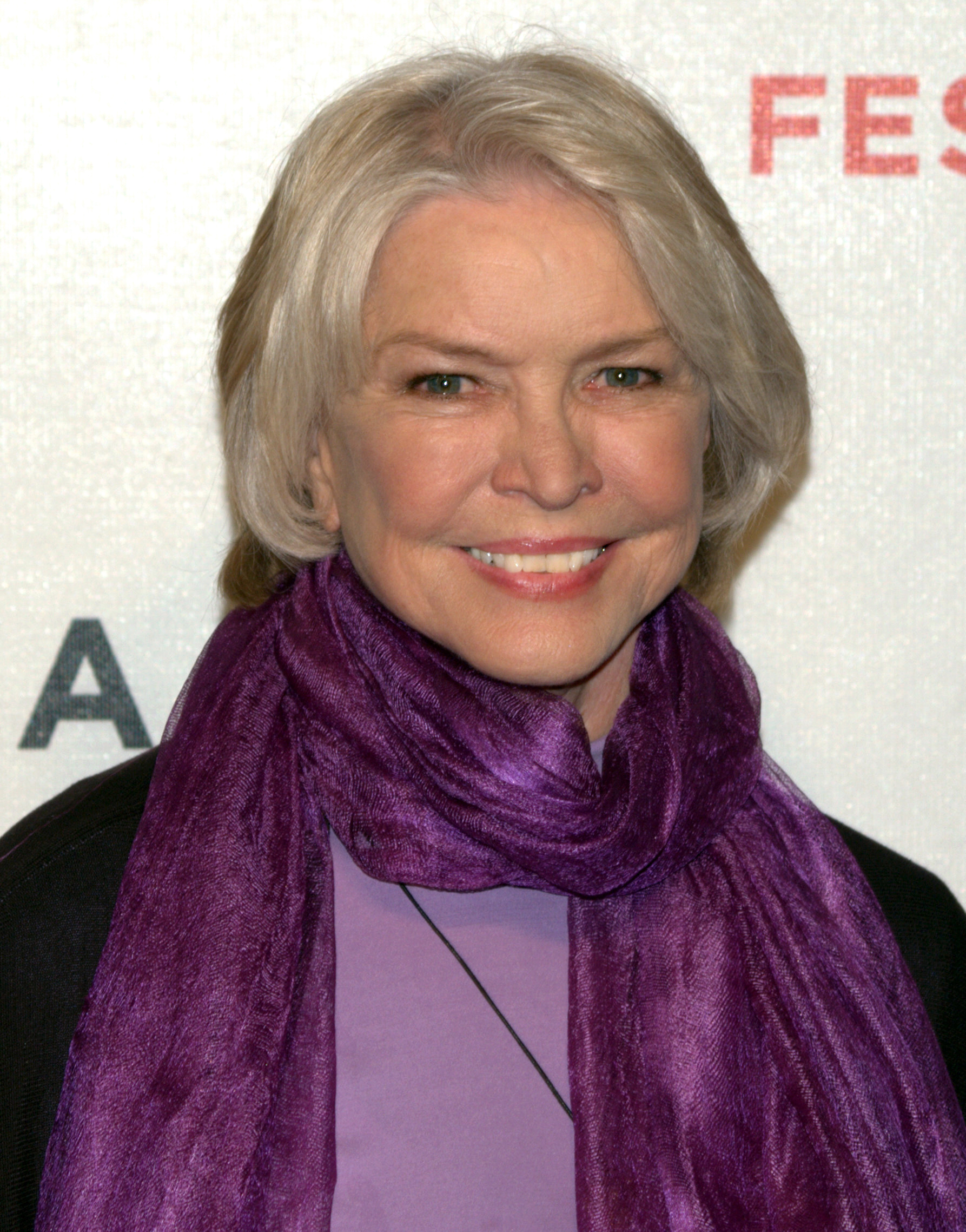
Ellen Burstyn, vítězka v kategorii nejlepší herečka

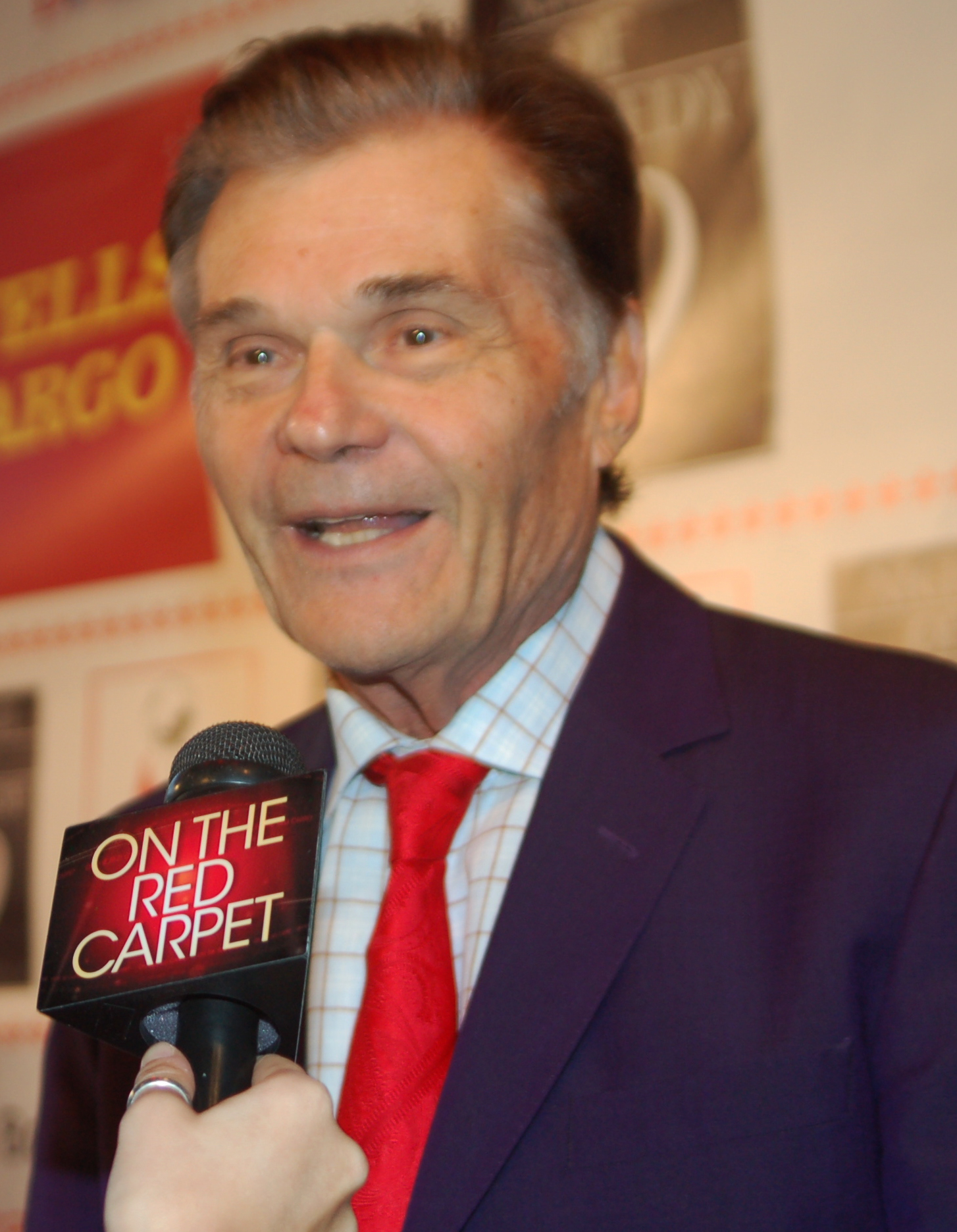
Fred Willard, vítěz v kategorii nejlepší herec ve vedlejší roli

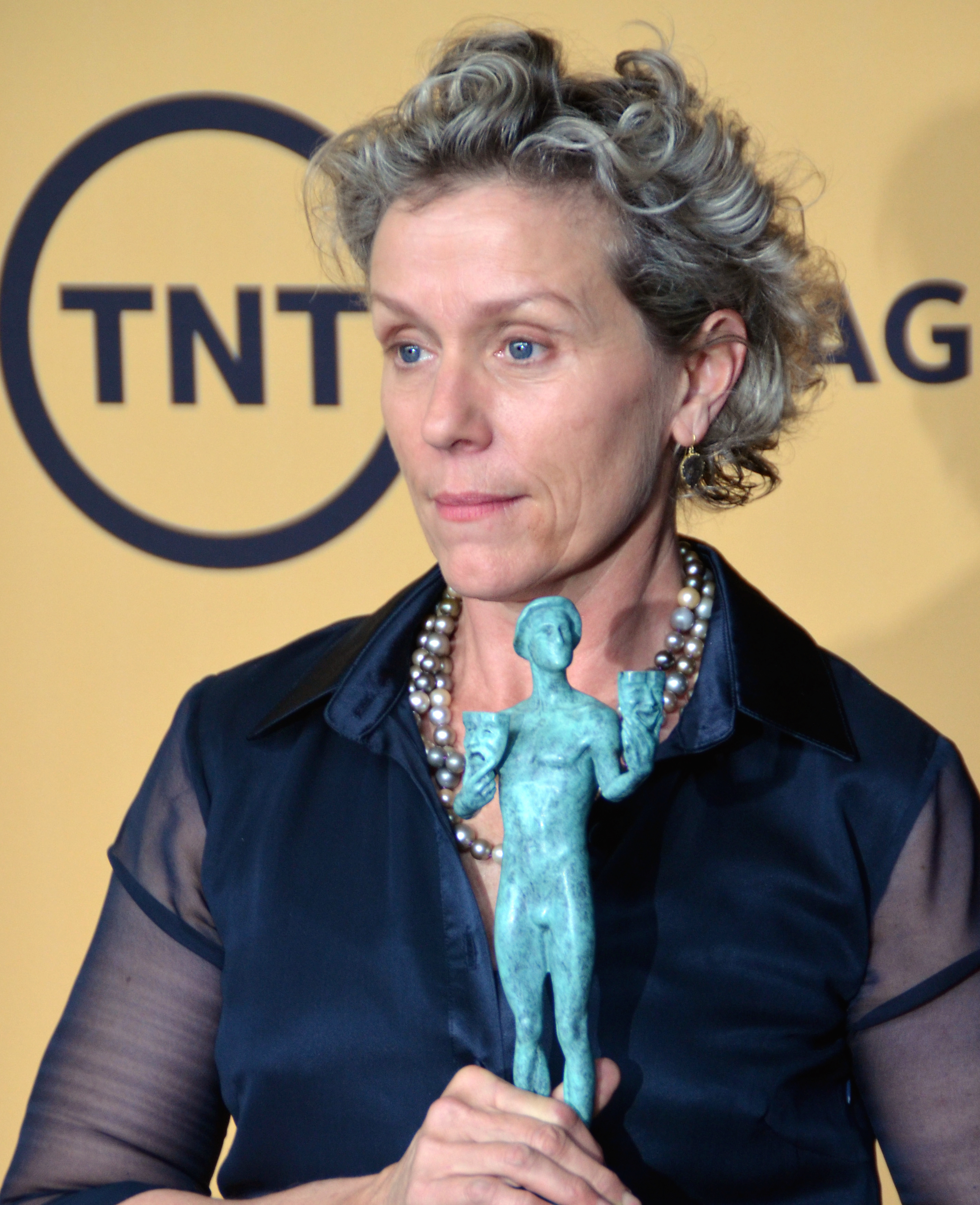
Frances McDormandová, vítězka v kategorii nejlepší herečka ve vedlejší roli

### Nejlepší film
1. Na pokraji slávy2. Raz dva3. Erin Brockovich

### Nejlepší herec
1. Colin Farrell – Tábor tygrů2. Javier Bardem – Než se setmí3. Tom Hanks – Trosečník
3. Mark Ruffalo – Na mě se můžeš spolehnout

### Nejlepší herečka
1. Ellen Burstyn – Requiem za sen2. Laura Linneyová – Na mě se můžeš spolehnout3. Julia Roberts – Erin Brockovich

### Nejlepší herec ve vedlejší roli
1. Fred Willard – Nejlepší show2. Jack Black – Všechny moje lásky3. Albert Finney – Erin Brockovich

### Nejlepší herečka ve vedlejší roli
1. Frances McDormandová – Na pokraji slávy a Skvělí chlapi2. Julie Waltersová – Billy Elliot3. Madeline Kahn – Judy Berlin

### Nejlepší režie
1. Cameron Crowe – Na pokraji slávy2. Edward Yang – Raz dva3. Steven Soderbergh – Erin Brockovich and Traffic3. Michael Winterbottom – Vykoupení a V zemi divů

### Nejlepší scénář
1. Cameron Crowe – Na pokraji slávy1. Steve Kloves – Skvělí chlapi3. Mike White – Chuck a Buck

### Nejlepší kamera
1. Peter Pau – Tygr a drak2. Agnès Godard – Beau Travail3. Alwin H. Kuchler – Vykoupení3. Matthew Libatique – Tábor tygrů and Requiem za sen

### Nejlepší dokument
1. The Eyes of Tammy Faye2. The Life and Times of Hank Greenberg3. Into the Arms of Strangers

### Nejlepší cizojazyčný film
1. Tygr a drak • Čína/Tchaj-wan2. Raz dva • Tchaj-wan/Japonsko3. Barva ráje • Írán

### Nejlepší nový filmař
1. Kenneth Lonergan – Na mě se můžeš spolehnout2. Stephen Daldry – Billy Elliot3. Eric Mendelsohn – Judy Berlin